# Harmatan
Harmatan je vrsta vjetra koji puše u zapadnoj Africi. Ovo je vrlo suh vjetar s istoka koji puše zimi i donosi velike količine pijeska iz Sahare.